# Karl Spörer
Karl Spörer (* 28. Februar 1897 in Langenbeutingen; † 10. August 1966) war ein deutscher Landtagsabgeordneter der FDP/DVP in Baden-Württemberg.

## Leben
Spörer wurde am 28. Februar 1897 in Langenbeutingen geboren. Er erhielt seine Schulbildung an der Volksschule und der Landwirtschaftlichen Berufsschule und besuchte anschließend verschiedene Lehrgänge, unter anderem einen Obstbau-Kurs der Weinbauschule Weinsberg. 
1916 bis 1918 war er als Soldat im Ersten Weltkrieg. 1939 bis 1940 war er nochmals als Soldat im Zweiten Weltkrieg beteiligt. 
Bereits 1926 hatte er den elterlichen Hof übernommen.
Seit 1960 war Spörer Mitglied des Landtags.

## Familie
Spörer war verheiratet und hatte drei Kinder. Ein Sohn verunglückte tödlich.